# Лъгиново
Лъгиново, още Лагиново или Лайна (на гръцки: Λαγυνά, Лагина, до 1949 година Λαϊνά, Лайна), е село в Егейска Македония, Гърция, дем Лъгадина (Лангадас), област Централна Македония. В Лъгиново има архиерейско наместничество на Лъгадинската, Литийска и Рендинска епархия на Църквата на Гърция.

## География
Селото е разположено в Лъгадинското поле. Отдалечено е на около 7 километра югозападно от демовия център град Лъгадина (Лангадас), на изхода на прохода Дервент (Дервени). В Дервент има образувание смятано за Стъпка на Апостол Павел.

## История

### В Османската империя
В XIX век Лъгиново е село в Османската империя. Александър Синве („Les Grecs de l’Empire Ottoman. Etude Statistique et Ethnographique“), който се основава на гръцки данни, в 1878 година пише, че в Лайнас (Laïnas) живеят 630 гърци. В „Етнография на вилаетите Адрианопол, Монастир и Салоника“, издадена в Константинопол в 1878 година и отразяваща статистиката на населението от 1873 година, Кагниново (Cagninovo) е посочено като село със 100 домакинства и 415 жители гърци.
Според Васил Кънчов Лъгиново заедно с Балджа, Дремиглава и Гвоздово е българско село в засилен процес на погърчване:
| „ | Тепърва сѫ изложени на погръчанье българитѣ въ паланката Лѫгадина или Лангаза и село Лѫгиново или Лайна. Въ тѣхъ мѫжкото население е двоезично. Въ много семейства е въведенъ гръцкиятъ езикъ чрѣзъ смѣсени женитби, но и българскиятъ е още въ общо употрѣбление... Лѫгадина и Лѫгиново сѫ имали смѣсени бракове съ гръцкитѣ съсѣдни села около Бешикъ. Забѣлѣзано е, че по-богатичкитѣ български селяни обичатъ да търсятъ жени отъ гръцки села. Щомъ влѣзе гръкиня въ българско семейство, тя налага своя езикъ на дѣцата и кѫщата става двоезична. Дѣцата, отраснали, чрѣзъ женитби разнасятъ гръцкия езикъ по другитѣ кѫщи. | “ |

Според статистиката му („Македония. Етнография и статистика“) в 1900 година в Лайна (Лъгиново) живеят 700 гърци.
Цялото село е под върховенството на Цариградската патриаршия. По данни на секретаря на Българската екзархия Димитър Мишев („La Macédoine et sa Population Chrétienne“) в 1905 година в Лъгиново (Лайна) (Laginovo Laïna) има 675 жители гърци и в селото работят две гръцки училища.
Според доклад на Димитриос Сарос от 1906 година Лайна (Λαϊνά) е гъркогласно село в Солунската митрополия с 875 жители с гръцко съзнание. В селото работят смесено гръцко начално училище и детска градина със 111 ученици и 2 учители.

### В Гърция
След Междусъюзническата война селото попада в Гърция. Боривое Милоевич пише в 1921 година („Южна Македония“), че Лайна (Лајна) има 250 къщи погърчени славяни.
В 1949 година името му е променено на Лагина.

## Личности
Родени в Лъгиново
- Георгиос Геондзис (Γεώργιος Γεωντζής), гръцки андартски деец, епитроп на гръцкото училище[10]
- Димитриос Сахарудис (Δημήτριος Σαχαρούδης), гръцки андартски деец, агент от трети ред[10]
- Стерьос Антониу (Στέργιος Αντωνίου), гръцки андартски деец, епитроп на гръцкото училище[11]
- Николаос Георгакис (Νικόλαος Γεωργάκης), гръцки андартски деец, агент от трети ред, куриер и информатор на Андреас Папагеоргиу и Атанасиос Минопулос[10]
- Николаос Гергакис (Νικόλαος Γεργάκης), гръцки андартски деец, агент от трети ред[11]
- Христос Йоану (Χρήστος Ιωάννου), гръцки андартски деец, епитроп на гръцкото училище[10]